# Tom Stobart
Thomas Ralph Stobart, bekannt als Tom Stobart, (* 1914 in England; † 1980 in Hassocks, Sussex, England) war Bergsteiger, Kameramann, Regisseur, Autor und Experte für Kräuter und Gewürze.

## Leben
Thomas Ralph Stobart war der Sohn von Athole Olive Aileen Bowden und Ralph Forrester Stobart. Er studierte an den Universitäten Sheffield und Cambridge und schloss mit einem B.Sc. in Zoologie ab. Er wurde ausgezeichnet mit dem O.B.E. (Officer of the Order of the British Empire). Bereits 1941 leitete er eine Dokumentarfilmeinheit der britischen Armee in Indien. 1951 filmte er in der Antarktis und 1953 in Afrika. Besonders bekannt wurde er durch seine Teilnahme an der Mount-Everest-Expedition von Sir Edmund Hillary 1953. Er war Chefkameramann und drehte die Filmaufnahmen. Aufgrund einer Lungenentzündung konnte er die größeren Höhen nicht bewältigen. George Lowe schloss diese Lücke durch seine Foto-Aufnahmen. Im folgenden Jahr kehrte er zum Himalaya zurück, um mit Tensing Norgay zu filmen. 1956 erlitt Stobart bei Filmarbeiten in Äthiopien mehrere Schussverletzungen, die eine dauerhafte Behinderung verursachten. Dennoch blieb er bis 1979 im Filmgeschäft tätig. Seine letzte Arbeit als Regisseur ist eine Komödie über Tierhändler, die in Indien Affen stehlen. Bei seinen weltweiten Reisen interessierte sich Stobart für die einheimischen Pflanzen und studierte deren Verwendung in der lokalen Küche. Daraus entstanden seine Bücher über internationale Speisezutaten und Gewürze.
Tom Stobart starb im Jahre 1980 auf einem kleinen englischen Bahnhof, mutmaßlich an den Folgen der in Äthiopien erlittenen Schussverletzungen.

## Filmografie
Stobart wirkte zunächst als Kameramann, später auch als Drehbuchautor und Regisseur. Gelegentlich erschien er auch als Darsteller. Seine besondere Leistung als Dokumentarfilmer zeigte er im Verzicht auf Posen und Anweisungen an die dargestellten Bergsteiger und Wissenschaftler.
- 1951 The White Continent (Dokumentarkurzfilm) (Kamera)
- 1953 Die Bezwingung des Everest (Dokumentarfilm) (Kamera, Darsteller)[11]
- 1953 Below the Sahara (Dokumentarfilm) (als Tom Stobart) (Kamera)
- 1955 Tensing's Country (Dokumentarkurzfilm) (Kamera)
- 1956 Adventure On (Dokumentarfilm) (als Tom Stobart) (Regie, Kamera)
- 1959 Men of Consett (Dokumentarkurzfilm) (als Tom Stobart) (Regie, Moderator)[12]
- 1959 Hazard (Dokumentarkurzfilm) (Regie)[13].
- 1962 Adventure (BBC): Caviar Fishermen of the Caspian (Erzähler)[14]
- 1963 Adventure (BBC): The Hunting of the Truffle (Moderator)
- 1969 Pakistan (Dokumentarkurzfilm) (Regie)
- 1979 The Great Monkey Rip-Off (als Tom Stobart) (Drehbuch, Regie)

## Bücher
- The Cook's Encyclopaedia: Ingredients and Processes. Verlag Grub Street, London 1998.
- The International Wine And Food Society's Guide To Herbs, Spices and Flavourings. McGraw-Hill Book Company, 1973. ISBN 9780070615656
- Herbs, Spices and Flavourings. Verlag Grub Street, London 1998. Deutsch: Lexikon der Gewürze, Kräuter und Würzmittel. Hörnemann Verlag 1983, ISBN 3873844141
- Reader's Digest Pocket Guide To Herbs (1973, Zusammen mit Kenneth A. Beckett) ISBN 027600003X
- Lexikon der Gewürze. Bonn 1972.
- Gewürzlexikon. Otto Maier Verlag, Ravensburg 1990, ISBN 3473432512 (Taschenbuchausgabe von Lexikon der Gewürze, Kräuter und Würzmittel).
- Tiger Trail. Verlag Davis-Poynter, 1975. ISBN 0706701437
- I take pictures for adventure: Extraordinary personal adventures in such places as the jungles of Africa, the swamps of Australia, and heights of Mount Everest. Verlag Doubleday, New York 1958.
- Adventurer's Eye : The Autobiography of the Everest Film Man . The Popular Book Club 1958.

## Auszeichnungen
- 1953 Auszeichnung mit dem O.B.E. (Officer of the Order of the British Empire).
- 1953 BAFTA Certificate of Merit für Conquest of Everest (Jährlicher Filmpreis der British Academy of Film and Television Arts[15]).
- 1954 OSCAR-Nominierung für den Expeditionsfilm Conquest of Everest[16].
- 1959 nominiert für BAFTA Award als "Best Specialised Film" – Hazard.

## Zitate
- „Und es gab auch schließlich eine Zeit, wo ich die Hillary Spezialsuppe nicht sehr komisch fand. Das ist eine legendäre Kraftnahrung, die von oder für Sir Edmund Hillary, den Bezwinger des Mount Everest, erfunden wurde. Sie besteht aus Tee, Trockenmilch, Zucker, Tsampa (Den sandigen Frühstücksflocken der Sherpas) und aus einer Büchse Ölsardinen. Das alles zusammengerührt ergibt, wie manche Leute sagen, eine ausgewogene Kost; andere meinen, es sei eine Art Treibstoff für Nachtgespenster.“[17]
- „Doch der zarte Geschmack von frischem Fisch gilt nur wenigen als ideal, die meisten Menschen lieben den kräftigen Duft der Verwesung, und Fisch, der wirklich hinüber ist, oder fermentiert wurde, steht hoch im Ansehen. Es gibt da ganz unglaubliche Erzeugnisse. Während ich an diesem Buch schrieb, brachte ich aus Schweden eine Büchse Surströmming mit. Mein Vorschlag: Schicken Sie Ihre Familie für einen Tag weg, öffnen Sie die Büchse in der hintersten Ecke des Gartens, den Wind im Rücken und einen Spaten in der Hand. Nachdem man den Schrecken genossen hat, schnell vergraben und annehmen, man habe wirklich probiert.“[18]
- „It is impossible to scan through the 1953 expedition photographs by Tom Stobart and George Lowe, captured on a Kodak Retina II, and not feel nostalgic. The saggy woollen jumpers, fighter pilot goggles, tin mugs of lemonade, oversized oxygen tanks, flapping tents and gap-toothed grins of the members of the Hillary expedition all seem so much more attractive than the neon micro fleeces of the modern-day climber“. („Es ist unmöglich, durch die Fotografien von Tom Stobart und George Lowe der 1953er Expedition, aufgenommen mit einer Kodak Retina II, zu blättern, ohne nostalgische Gefühle zu empfinden. Die schlabbrigen wollenen Pullover, Schutzbrillen von Kampfpiloten, Blechtassen mit Limonade, übergroße Sauerstoffflaschen, flatternde Zelte und das zahnlückige Grinsen der Teilnehmer an Hillarys Expedition; all das scheint so sehr viel attraktiver als die neonfarbige Mikrofaserkleidung der heutigen Bergsteiger“.)[19]